# SEマツバラ
SEマツバラ (ポルトガル語: Sociedade Esportiva Matsubara) は、ブラジル・パラナ州カンバラを本拠地とするサッカークラブである。
創立者は日系人のスエオ・マツバラ。若年層の育成に力を入れており、多くのプロ選手を輩出している。

## タイトル

### 国内タイトル
なし

### 国際タイトル
なし

## 歴代所属選手

### DF
- シジクレイ 1990-1995
- ペリクレス 1991-1995

### MF
- ジアス 1985
- アウミール 1990-1993
- マルキーニョ 1993-1996

### FW
- 三浦知良 1986
- 檜垣裕志 1995-1996
- エジミウソン 1988-1995
- ロブソン 1992
- アンドラジーニャ 1993-1995
- アレックス 2004